# Osmylus pryeri
Osmylus pryeri är en insektsart som beskrevs av Mclachlan 1875. Osmylus pryeri ingår i släktet Osmylus och familjen vattenrovsländor. Inga underarter finns listade i Catalogue of Life.